# Blades de Toledo
Les Blades de Toledo sont une franchise professionnelle de hockey sur glace qui évolua dans la  Ligue internationale de hockey.

## Historique
La franchise fut créée en 1963 et évolua dans la LIH jusqu'en 1970, année où ils furent vendus et renommés les Hornets de Toledo. Durant leurs sept saisons d'activité, les Blades remportèrent à deux reprises la Coupe Turner remise à l'équipe championne des séries éliminatoires.

### Saison en LIH
| Saison    | PJ | V  | D  | N  | Pts | Classement             | Séries éliminatoires         | Entraîneur      |
| 1963-1964 | 70 | 41 | 25 | 4  | 86  | 1er rang LIH           | Vainqueur de la Coupe Turner | nd              |
| --------- | -- | -- | -- | -- | --- | ---------------------- | ---------------------------- | --------------- |
| 1964-1965 | 70 | 32 | 36 | 2  | 66  | 4e rang LIH            | n/d                          | n/d             |
| 1965-1966 | 70 | 20 | 48 | 2  | 42  | 6e rang LIH            | n/d                          | Edgar Brenchley |
| 1966-1967 | 72 | 39 | 31 | 2  | 80  | 3e rang LIH            | Vainqueur de la Coupe Turner | n/d             |
| 1967-1968 | 72 | 29 | 29 | 14 | 72  | 5e rang LIH            | n/d                          | n/d             |
| 1968-1969 | 72 | 41 | 23 | 8  | 90  | 2e rang LIH            | n/d                          | Terry Slater    |
| 1969-1970 | 72 | 32 | 33 | 7  | 71  | 2e place, division Sud | n/d                          | Bill Mitchell   |

### Trophée et récompense
- Équipe :
  - Coupe Turner, remis au champion des séries éliminatoires: 1964 et 1967.
  - Trophée Fred-A.-Huber, remis à l'équipe terminant en tête du classement général: 1964.
- Individuel:
  - Trophée Garry-F.-Longman, remis au meilleur joueur recrue de la saison régulière: Don Westbrook (1964), Bob Thomas (1965) et Wayne Zuk (1970).
  - Trophée James-Gatschene, remis au joueur le plus utile à son équipe: William Chalmers (1965).
  - Trophée James-Norris, remis au gardien de but ayant reçu le moins de tir au but en saison régulière : Glenn Ramsay (1964 et 1967).